# Araouane
Araouane är en ort i Mali.   Den ligger i regionen Timbuktu, i den centrala delen av landet, 800 km nordost om huvudstaden Bamako. Araouane ligger 285 meter över havet och antalet invånare är 4 026.
Terrängen runt Araouane är mycket platt.  Trakten runt Araouane är nära nog obefolkad, med mindre än två invånare per kvadratkilometer. Trakten runt Araouane är ofruktbar med lite eller ingen växtlighet.